# Limonen
Limonen je brezbarven, tekoč ogljikovodik, ki ga uvrščamo med monociklične terpene. Najpogostejši izomer D ima močan vonj pomaranče. Ime je dobil po limoni, saj njena lupina, kot tudi lupine drugih citrusov, vsebuje precejšnjo mero te snovi, kar jim tudi daje značilen vonj.  Limonen je kiralna molekula. Primarni naravni vir limonena so citrusi, iz katerih je mogoče pridobiti D-limonen, ki je enantiomer (število CAS: 5989-27-5, število EINECS: 227-813-5). Racemni limonen je znan kot dipenten. D-limonen se iz citrusov pridobiva s centrifugiranjem in parno destilacijo. Limonen je prisoten tudi v smoli iglavcev za obrambo pred žuželkami. Povečano prisotnost limonena v smoli je zaznati na območjih, kjer je več lubadarja.

## Kemijske lastnosti
Limonen je relativno stabilen terpen in ga je mogoče destilirati, ne da bi razpadel. Kljub temu pri visokih temperaturah razpade in tvori izopren. V vlažnih razmerah hitro oksidira in tvori karveol, karvon in limonen oksid. Z žveplom dehidrogenizira v p-cimen.

### Biosinteza
Limonen se tvori iz geranil pirofosfata s ciklizacijo nerola ali njegovega ekvivalenta, kot je prikazano na sliki. V zadnjem koraku se loči proton s kationa in tvori alken.

## Uporaba
Poleg proizvodnje karvona se uporablja tudi v kozmetičnih izdelkih, in sicer kot dodatek za vonj po citrusih. D-limonen se v prehranski industriji in nekaterih zdravilih uporablja za prekritje grenkega okusa alkaloidov ter kot dišava v parfumih, čistilih in razkužilih za roke. Prav tako je limonen naravni rastlinski insekticid.
V naravni medicini je D-limonen znan kot zdravilo proti gastroezofagealni refluksni bolezni in zgagi.
Ker je pridobljen iz obnovljivih virov (iz pomarančnega olja, ki je stranski produkt pri proizvodnji pomarančnega soka), je njegova uporaba vedno bolj razširjena v čistilnih sredstvih, kjer je prisoten kot topilo za olje v strojnih delih. Služi tudi kot odstranjevalec barv za les ali dišavna alternativa terpentinu. Prav tako je kot topilo prisoten tudi v nekaterih lepilih za modeliranje. Naravne osvežilce zraka, ki vsebujejo limonen, uporabljajo tudi filatelisti za odstranjevanje znamk z razglednic.
Ker je vnetljiv, je obravnavan tudi kot biogorivo.
Limonen topi polistiren, zato je dobro naravno nadomestilo za aceton.
Pri pripravi tkiva za histološke preiskave je D-limonen pogosto uporabljen nadomestek bolj toksičnemu ksilenu.

## Varnost
Limonen in njegovi oksidacijski produkti dražijo kožo in dihala. V večini prijavljenih primerov je bilo draženje posledica dolgoročne industrijske izpostavljenosti čisti surovini, npr. med razmaščevanjem ali pri pripravi barv. Študija na bolnikih z dermatitisom je pokazala preobčutljivost na limonen pri 3 % bolnikov.
Čeprav so nekatere študije na podganah pokazale, da izpostavljenost velikim količinam limonena pri podganah spodbuja nastanek raka ledvic, nekateri raziskovalci limonen obravnavajo kot potencialno sredstvo za preprečevanje rakavih obolenj. Ni znanih dokazov, da bi bil limonen karcinogen za človeka. Mednarodna agencija za raziskave raka (IARC) je D-limonen opredelila kot nekarcinogenega. Karcinogenost limonena je enaka izpostavljenosti kofeinske kisline pri zaužitju kave.
Ni znanih informacij o vplivu na zdravje pri vdihavanju D-limonena pri človeku, prav tako ni bilo izvedenih študij na živalih.
D-limonen je biorazgradljiv, vendar mora biti zaradi nizkega vnetišča odvržen kot nevaren odpadek.